# Bibkauszczyna (przystanek kolejowy)
Bibkauszczyna (biał. Бібкаўшчына; ros. Бибковщина) – przystanek kolejowy w pomiędzy miejscowościami Bibkauszczyna i Łysaja Horka, w rejonie bobrujskim, w obwodzie mohylewskim, na Białorusi. Położony jest na linii Homel - Żłobin - Mińsk.